# Rödsnultra
Rödsnultra (Symphodus mediterraneus) är en fiskart som först beskrevs av Carl von Linné 1758.  Rödsnultra ingår i släktet Symphodus och familjen läppfiskar. Inga underarter finns listade i Catalogue of Life.
Arten förekommer huvudsakligen i Medelhavet vid kusterna. Den når i östra Atlanten fram till norra Spanien, Kanarieöarna och Azorerna. Den östligaste populationen lever i Marmarasjön. Rödsnultra dyker till ett djup av 70 meter. Den vistas vid klippor eller i områden med sjögräs. Arten har snäckor, musslor, havslevande maskar, ledsnäckor, sjöborrar, mossdjur och kräftdjur som föda.
Före parningen skapar hannen ett nästa. Honan lägger äggen där under våren.
Regionalt förekommer fiske på arten. Hela populationen anses vara stabil. IUCN kategoriserar arten globalt som livskraftig.